# Adam Wyszyński
Adam Wyszyński (ur. 03 kwietnia 1993 w Żaganiu) – polski model, dziennikarz, działacz społeczny, przedsiębiorca, konferansjer, zdobywca tytułu Mister Polski w roku 2025.  

## Życiorys
Adam Wyszyński urodził się w 1993 roku w Żaganiu. Wraz z rodzicami i dwiema siostrami przeprowadził się do Zielonej Góry. Uzyskał tytuł magistra prawa na Uniwersytecie Szczecińskim, a następnie ukończył studia podyplomowe z zakresu zarządzania sprzedażą w Szkole Głównej Handlowej w Warszawie.

### Działalność gospodarcza
Wyszyński jest właścicielem grupy Scrum Media i Redaktorem Naczelnym portalu PKB24.pl, zajmującego się tematyką gospodarczą i społeczną. Ponadto prowadzi wypożyczalnię samochodów zabytkowych. Był pomysłodawcą i właścicielem start-upu, który zajmował się produkcją recyklingowych skórzanych toreb weekendowych ze skór pochodzących z tapicerek samochodowych. W swojej działalności biznesowej łączy obszary PR oraz Public Affairs. W roli konferansjera Wyszyński prowadzi konferencje biznesowe i wydarzenia branżowe.

### Działalność społeczna
Adam Wyszyński angażuje się również w działalność społeczną. Jako członek zarządu Fundacji Instytut Przedsiębiorczości Społecznej wspiera inicjatywy związane z odpowiedzialnością społeczną, edukacją oraz integracją środowisk biznesowych i publicznych. W fundacji zajmuje się promowaniem zaangażowania obywatelskiego oraz zrównoważonego rozwoju.

### Kariera modelingowa
W 2025 roku zdobył tytuł Mister Polski. Jego zwycięstwo w konkursie umożliwiło mu reprezentowanie kraju na międzynarodowych konkursach. W czerwcu 2025 roku będzie reprezentował Polskę Mister Supranational.